# Julius Forster

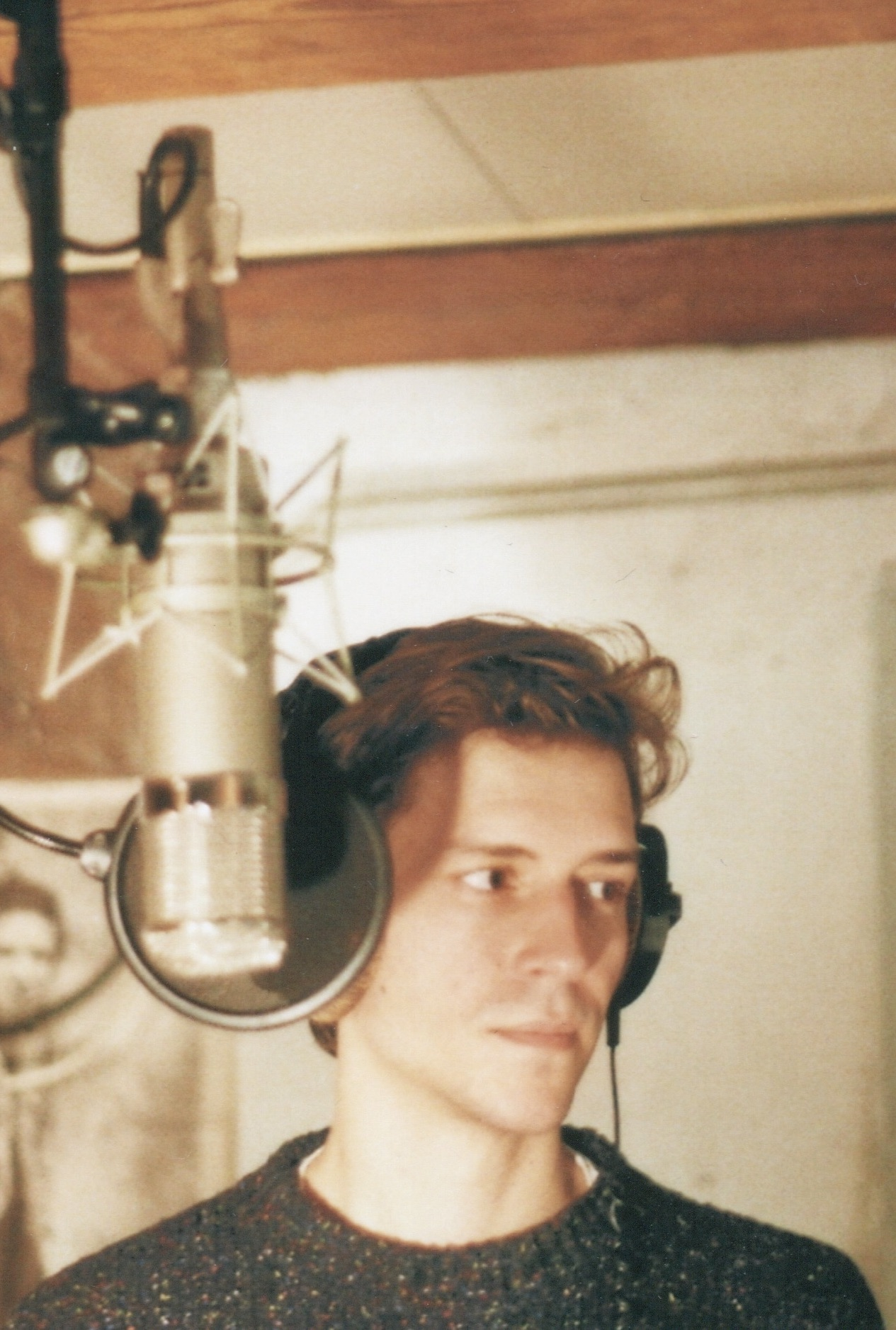
Julius Forster (2022)

Julius Forster (* 1993 in Regensburg) ist ein deutscher Schauspieler und Musiker.

## Leben
Julius Forsters Eltern sind Jazzmusiker. Ab dem elften Lebensjahr war er Mitglied im Jugendspielclub des Regensburger Theaters und sammelte dort erste Bühnenerfahrungen. Er brach die Schule ab und verließ das Gymnasium vor dem Abitur. Beim ersten Vorsprechen für eine Schauspielausbildung wurde er sofort angenommen.
Von 2010 bis 2014 studierte Forster dann Schauspiel an der Staatlichen Hochschule für Musik und Darstellende Kunst Stuttgart (Abschluss 2014). Während seiner Ausbildung spielte er am Schauspiel Stuttgart, am Theater Freiburg und im vierten Studienjahr in der Spielzeit 2013/14 ausbildungsbegleitend am Landestheater Tübingen.
Ab der Spielzeit 2014/15 war er bis 2018 festes Ensemblemitglied am Nationaltheater Mannheim. Er debütierte dort im September 2014 in einer Frauenrolle, als Margret in Viel Lärm um Nichts. Forster trat am Nationaltheater Mannheim außerdem als Andres in Woyzeck (2014, Rollenübernahme) und als Rosetta in Leonce und Lena (2015) auf. In der Spielzeit 2015/16 übernahm er am Nationaltheater Mannheim die Titelrolle in Hamlet. In der Spielzeit 2016/17 verkörperte er den Orlando in Susanne Lietzows Shakespeare-Inszenierung Wie es euch gefällt.
Von 2018 bis 2019 gastierte er am Schauspiel Stuttgart und auf Kampnagel in Hamburg.
Ab der Spielzeit 2019/20 war Julius Forster fest am Schauspiel Leipzig engagiert. Dort war er u. a. als Besdomny in Claudia Bauers Inszenierung von Der Meister und Margarita zu sehen. Seit 2021 ist er freischaffend tätig. 2023 gastierte er am Schauspiel Hannover neben Johanna Bantzer, Amelle Schwert, Alban Mondschein, Sebastian Nakajew, Nellie Fischer-Benson und Sebastian Doppelbauer in der Produktion Gegrillte Leidenschaften.
Forster arbeitet regelmäßig für Film und Fernsehen. Er war mit Episodenrollen in einigen Fernsehserien zu sehen, u. a. in SOKO Stuttgart, Der Lehrer und Der Staatsanwalt. In der 24. Staffel der TV-Serie In aller Freundschaft (2021) übernahm Forster eine dramatische Episodenhauptrolle als Sohn einer schwerverletzten und im Koma liegenden Patientin. In der 10. und 11. Staffel der ZDF-Serie Bettys Diagnose (2023/2025) spielte er den jüngeren Bruder der Titelfigur Elisabeth „Betty“ Hertz (Henrike Hahn).
Eine größere Rolle hatte er in dem Kinofilm Letzter Abend (2023), der zahlreiche Auszeichnungen erhielt, u. a. den First Look Award des Locarno Film Festivals und den Max Ophüls Preis für die beste Regie 2023.
Forster arbeitete als Sprecher für verschiedene Produktionen beim Hessischen Rundfunk, beim SWR und bei Arte.
Außerdem ist er Sänger und Texter der Band Hotel Rimini, deren 2023 erschienenes Album auf ein positives Medienecho stieß. Das Magazin Rolling Stone bezeichnete die Veröffentlichung als „eines der besten Debütalben dieses Jahres“.
Forster lebt in Leipzig.

## Filmografie
- 2012: SOKO Stuttgart (Fernsehserie, Folge: Blutige Diamanten)
- 2014: Platinum (Kurzfilm)
- 2014: Real Eyes: Through His Eyes (Kurzfilm)
- 2015: Allein unter Irren (Fernsehfilm)
- 2016: SOKO Stuttgart (Fernsehserie, Folge: Klassenfahrt in den Tod)
- 2018: Bettys Diagnose (Fernsehserie, Folge: Neues Leben)
- 2019: Und tot bist Du! – Ein Schwarzwaldkrimi (TV-Zweiteiler)
- 2019: Familie Dr. Kleist (Fernsehserie, Folge: Hart am Limit)
- 2020–2021: Der Lehrer (Fernsehserie)
- 2020: SOKO Leipzig (Fernsehserie, Folge: Druck)
- 2021: In aller Freundschaft (Fernsehserie, Folge: Ich wünschte, du wärst hier)
- 2023: Der Staatsanwalt (Fernsehserie, Folge: Im Totenforst)
- 2023: Letzter Abend (Kinofilm)
- 2023: Bettys Diagnose (Fernsehserie, Folge: Aus eigner Kraft)
- 2024: SOKO Wismar (Fernsehserie, Folge: Die Gleichung geht nicht auf)
- 2025: Bettys Diagnose (Fernsehserie, Folge: Achterbahn)